# Liste der Stolpersteine in Altenahr
Die Liste der Stolpersteine in Altenahr enthält die Stolpersteine des gleichnamigen Kunstprojekts von Gunter Demnig, die in Altenahr verlegt wurden. Sie sollen an die Opfer des Nationalsozialismus erinnern, die in Altenahr ihren letzten bekannten Wohnsitz hatten, bevor sie deportiert, ermordet, vertrieben oder in den Suizid getrieben wurden. Am 9. September 2016 wurden die ersten sieben Stolpersteine in Altenahr verlegt.

## Liste der Stolpersteine
| Bild | Person/Inschrift                                                                                               | Adresse       | Anmerkungen |
| ---- | --- | ------------- | ----------- |
|      | Hier wohnte Karl Schweitzer Jg. 1882 unfreiwillig verzogen 1937 Köln deportiert 1941 Riga ermordet             | Rossberg 33 · |             |
|      | Hier wohnte Rosa Schweitzer geb. Michel Jg. 1884 unfreiwillig verzogen 1937 Köln deportiert 1941 Riga ermordet | Rossberg 33 · |             |
|      | Hier wohnte Leo Schweitzer Jg. 1902 unfreiwillig verzogen 1937 Köln Flucht 1939 Venezuela                      | Rossberg 33 · |             |
|      | Hier wohnte Gerda Schweitzer verh. Cahn Jg. 1913 unfreiwillig verzogen 1937 Köln Flucht England                | Rossberg 33 · |             |
|      | Hier wohnte Tilly Schweitzer verh. Kindermann Jg. 1915 unfreiwillig verzogen 1937 Köln Flucht Venezuela        | Rossberg 33 · |             |
|      | Hier wohnte Hilde Schweitzer verh. Brendle Jg. 1924 unfreiwillig verzogen 1937 Köln Flucht 1939 England        | Rossberg 33 · |             |
|      | Hier wohnte Walther Schweitzer Jg. 1928 unfreiwillig verzogen 1937 Köln Kindertransport 1937 England           | Rossberg 33 · |             |